# Bilan par saison de l'Union sportive arlequins perpignanais
Cette page présente le bilan par saison de l'Union sportive Arlequins perpignanais.

## 1902 - 1909
Depuis sa fondation le 13 septembre 1902, le club s'appelle l'Association sportive perpignanaise (ASP).
| Saison  | Championnat     | Phase          | Classement         | MJ | Pts | V | N | D | PM | PE |
| ------- | --------------- | -------------- | ------------------ | -- | --- | - | - | - | -- | -- |
| 1902-03 | Sud de 2e série | -              | Champion           | -  | -   | - | - | - | -  | -  |
| 1903-04 | Roussillon      | -              | Champion           | -  | -   | - | - | - | -  | -  |
| 1904-05 | Languedoc       | -              | Champion           | -  | -   | - | - | - | -  | -  |
| 1905-06 | Languedoc       | -              | Champion           | -  | -   | - | - | - | -  | -  |
| 1906-07 | Languedoc       | -              | Champion           | -  | -   | - | - | - | -  | -  |
| 1907-08 | Languedoc       | -              | Champion           | -  | -   | - | - | - | -  | -  |
| 1907-08 | 2e série        | Phases finales | Quart de finaliste | 1  | -   | 0 | 0 | 1 | 3  | 7  |
| 1908-09 | Languedoc       | -              | Champion           | -  | -   | - | - | - | -  | -  |
| 1908-09 | 2e série        | Phases finales | Quart de finaliste | 1  | -   | 0 | 0 | 1 | 0  | 3  |

## 1910 - 1919
Le 29 avril 1912, à la suite de tensions au sein du club, le Stade Olympien Perpignanais (SOP) est créé par des anciens membres de l'ASP.
| Saison  | Championnat                  | Phase                                              | Classement                                    | MJ    | Pts   | V     | N     | D     | PM         | PE       |
| ------- | ---------------------------- | -------------------------------------------------- | --------------------------------------------- | ----- | ----- | ----- | ----- | ----- | ---------- | -------- |
| 1909-10 | Languedoc                    | -                                                  | Champion                                      | -     | -     | -     | -     | -     | -          | -        |
| 1909-10 | 2e série                     | Phases finales                                     | Demi finaliste                                | 2     | -     | 1     | 0     | 1     | 85         | 13       |
| 1910-11 | Languedoc                    | -                                                  | Champion                                      | -     | -     | -     | -     | -     | -          | -        |
| 1910-11 | 2e série                     | Phases finales                                     | Champion                                      | 4     | -     | 4     | 0     | 0     | 49         | 10       |
| 1911-12 | Languedoc                    | -                                                  | Vice-champion                                 | -     | -     | -     | -     | -     | -          | -        |
| 1911-12 | 1re série                    | -                                                  | Non qualifié                                  | -     | -     | -     | -     | -     | -          | -        |
| 1912-13 | Languedoc (ASP)              | -                                                  | Champion                                      | -     | -     | -     | -     | -     | -          | -        |
| 1912-13 | 1re série (ASP)              | Phases finales                                     | Demi-finaliste                                | 4     | -     | 3     | 0     | 1     | 37         | 11       |
| 1912-13 | 2e série (SOP)               | Phases finales                                     | Champion                                      | 4     | -     | 4     | 0     | 0     | 36         | 11       |
| 1913-14 | Languedoc (ASP)              | -                                                  | Champion                                      | -     | -     | -     | -     | -     | -          | -        |
| 1913-14 | 1re série (ASP)              | Qualification Poule de demi-finale Barrages Finale | - 1er ex æquo de la poule A Qualifié Champion | 1 3 1 | - 7 - | 1 2 1 | 0 1 0 | 0 1 0 | 25 48 15 8 | 0 20 6 7 |
| 1913-14 | Languedoc (SOP)              | -                                                  | Vice-champion                                 | -     | -     | -     | -     | -     | -          | -        |
| 1913-14 | Coupe de la commission (SOP) | Phases finales                                     | Vainqueur                                     | 4     | -     | 4     | 0     | 0     | 54         | 6        |
| 1914-15 | Non disputé (1re GM)         | -                                                  | -                                             | -     | -     | -     | -     | -     | -          | -        |
| 1915-16 | Non disputé (1re GM)         | -                                                  | ASP Champion du Languedoc                     | -     | -     | -     | -     | -     | -          | -        |
| 1916-17 | Non disputé (1re GM)         | -                                                  | SOP Champion du Languedoc                     | -     | -     | -     | -     | -     | -          | -        |
| 1917-18 | Non disputé (1re GM)         | -                                                  | -                                             | -     | -     | -     | -     | -     | -          | -        |
| 1918-19 | Non disputé (1re GM)         | -                                                  | -                                             | -     | -     | -     | -     | -     | -          | -        |

## 1919 - 1929
À la fin de la Première Guerre mondiale, le 7 mai 1919, les deux clubs perpignanais (l'ASP et le SOP) fusionnent et donnent naissance à l'Union sportive perpignanaise (USP). Dans cette décennie, un autre club perpignanais atteint l'élite du rugby français : l'Arlequin club perpignanais (aussi appelé les Quins - arlequin en catalan).
| Saison  | Championnat        | Phase                                                               | Classement                                                   | MJ      | Pts    | V     | N     | D     | PM         | PE       |
| ------- | ------------------ | ------------------------------------------------------------------- | ------------------------------------------------------------ | ------- | ------ | ----- | ----- | ----- | ---------- | -------- |
| 1919-20 | 1re série          | Qualifications Poule de demi-finale Barrage                         | - 1er ex æquo de la poule A Éliminé                          | 2 1     | - 5 -  | 2 1 0 | 0 1 0 | 0 1   | 67 22 8    | 7 6 16   |
| 1920-21 | 1re série          | Qualifications Poule de demi-finale Phase finale                    | - 1er de la poule B Champion                                 | 2 1     | - 6 -  | 2 1   | 0     | 0     | 36 24 5    | 5 3 0    |
| 1921-22 | 1re série          | Qualifications Poule de 3 Poule de demi-finale                      | - 1er de la poule A 2e de la poule A                         | 1 2 4   | - 6 10 | 1 2   | 0 2   | 0     | 69 24 26   | 0 3 17   |
| 1922-23 | 1re série          | Qualifications Poule de 5 Barrage                                   | - 1er ex æquo de la poule B Éliminé                          | 2 4 1   | - 10 - | 1 3 0 | 1 0   | 0 1   | 21 34 3    | 3 6      |
| 1923-24 | 1re série          | Poule de 5 (1re phase) Poule de 3 (2e phase) Phases finales         | 2e de la poule E 1er de la poule B Finaliste                 | 4 2     | 9 6 -  | 2 1   | 1 0   | 1 0 1 | 25 26 10   | 14 6 3   |
| 1924-25 | Excellence (USP)   | Poule de 5 (1re phase) Poule de 3 (2e phase) Barrage Phases finales | 2e de la poule B 1er ex æquo de la poule B Qualifié Champion | 4 2 1 4 | 9 5 -  | 2 1 2 | 1 0 2 | 1 0   | 47 40 5 21 | 8 3 8    |
| 1924-25 | Excellence (Quins) | Poule de 5 (1re phase)                                              | 3e de la poule A                                             | 4       | 9      | 2     | 1     | 1     | 26         | 19       |
| 1925-26 | Excellence (USP)   | Poule de 3 (1re phase) Poule de 3 (2e phase) Phases finales         | 1er de la poule C 1er de la poule A Finaliste                | 2 3     | 6 -    | 2 1   | 0 1   | 0 1   | 30 31 6    | 10 14 11 |
| 1925-26 | Excellence (Quins) | Poule de 3 (1re phase) Poule de 3 (2e phase)                        | 1er de la poule B 3e de la poule D                           | 2       | 6 2    | 2 0   | 0     | 0 2   | 30 11      | 11 19    |
| 1926-27 | Excellence         | Poule de 5 (1re phase) Poule de 4 (2e phase)                        | 2e de la poule F 2e de la poule C                            | 4 3     | 10 7   | 3 2   | 0     | 1     | 80 25      | 30 6     |
| 1927-28 | Excellence (USP)   | Poule de 5 (1re phase) Poule de 4 (2e phase)                        | 1er de la poule F 3e de la poule B                           | 4 3     | 10 5   | 3 1   | 0     | 1 2   | 32 18      | 11 21    |
| 1927-28 | Excellence (Quins) | Poule de 5 (1re phase) Poule de 4 (2e phase)                        | 1er de la poule B 2e de la poule C                           | 4 3     | 11 7   | 3 2   | 1 0   | 0 1   | 23 18      | 12 19    |
| 1928-29 | Excellence (USP)   | Poule de 5 (1re phase) Poule de 4 (2e phase) Phases finales         | 3e de la poule F 1er de la poule H Quart de finaliste        | 4 3 2   | 8 4 -  | 1 0   | 2 1   | 1 0 1 | 3 9 6      | 14 0 11  |
| 1928-29 | Excellence (Quins) | Poule de 5 (1re phase) Poule de 4 (2e phase)                        | 1er de la poule C 2e de la poule B                           | 4 3     | 9 4    | 2 1   | 1 0   | 1     | 13 15      | 9 19     |

## 1929 - 1939
Lors de la saison 1929-1930, un désaccord entre la fédération et plusieurs clubs de l'élite (l'US Perpignan, le Stade toulousain, la Section Paloise, l'Aviron bayonnais, l'AS Carcassonnaise, le Stade Français, le Biarritz olympique, le Stade bordelais union club, le Football club de Grenoble, le Football club de Lyon, le SAU Limoges et le Stade nantais, rejoints en 1932 par l'Union sportive narbonnaise et le Stadoceste tarbais) abouti à une sécession et la création de l'Union française de rugby amateur (UFRA) et d'un championnat regroupant ces clubs (Tournoi des 12). Alors que l'US Perpignan participe au tournoi des 12, les Arlequins disputent le championnat de la FFR.
Le 5 mai 1933, les deux clubs perpignanais fusionnent et donnent naissance à l'Union sportive arlequins perpignanais (USAP).
| Saison  | Championnat        | Phase | Classement | MJ | Pts | V | N | D | PM | PE |
| ------- | ------------------ | ----- | ---------- | -- | --- | - | - | - | -- | -- |
| 1929-30 | Excellence (USP)   | -     | -          | -  | -   | - | - | - | -  | -  |
| 1929-30 | Excellence (Quins) | -     | -          | -  | -   | - | - | - | -  | -  |
| 1930-31 | UFRA (USP)         | -     | -          | -  | -   | - | - | - | -  | -  |
| 1930-31 | Excellence (Quins) | -     | -          | -  | -   | - | - | - | -  | -  |
| 1931-32 | UFRA (USP)         | -     | -          | -  | -   | - | - | - | -  | -  |
| 1931-32 | Excellence (Quins) | -     | -          | -  | -   | - | - | - | -  | -  |
| 1932-33 | Excellence (USP)   | -     | -          | -  | -   | - | - | - | -  | -  |
| 1932-33 | Excellence (Quins) | -     | -          | -  | -   | - | - | - | -  | -  |
| 1933-34 | Excellence         | -     | -          | -  | -   | - | - | - | -  | -  |
| 1934-35 | Excellence         | -     | -          | -  | -   | - | - | - | -  | -  |
| 1935-36 | Excellence         | -     | -          | -  | -   | - | - | - | -  | -  |
| 1936-37 | Excellence         | -     | -          | -  | -   | - | - | - | -  | -  |
| 1937-38 | Excellence         | -     | -          | -  | -   | - | - | - | -  | -  |
| 1938-39 | Excellence         | -     | -          | -  | -   | - | - | - | -  | -  |

## 1939 - 1949
| Saison  | Championnat         | Phase | Classement | MJ | Pts | V | N | D | PM | PE |
| ------- | ------------------- | ----- | ---------- | -- | --- | - | - | - | -- | -- |
| 1939-40 | Non disputé (2e GM) | -     | -          | -  | -   | - | - | - | -  | -  |
| 1940-41 | Non disputé (2e GM) | -     | -          | -  | -   | - | - | - | -  | -  |
| 1941-42 | Non disputé (2e GM) | -     | -          | -  | -   | - | - | - | -  | -  |
| 1942-43 | Zone Sud            | -     | -          | -  | -   | - | - | - | -  | -  |
| 1943-44 | Excellence          | -     | -          | -  | -   | - | - | - | -  | -  |
| 1944-45 | Groupe A            | -     | -          | -  | -   | - | - | - | -  | -  |
| 1945-46 | Groupe A            | -     | -          | -  | -   | - | - | - | -  | -  |
| 1946-47 | Groupe 1            | -     | -          | -  | -   | - | - | - | -  | -  |
| 1947-48 | Fédérale            | -     | -          | -  | -   | - | - | - | -  | -  |
| 1948-49 | Fédérale            | -     | -          | -  | -   | - | - | - | -  | -  |

## 1949 - 1959
| Saison  | Championnat | Phase | Classement | MJ | Pts | V | N | D | PM | PE |
| ------- | ----------- | ----- | ---------- | -- | --- | - | - | - | -- | -- |
| 1949-50 | Fédérale    | -     | -          | -  | -   | - | - | - | -  | -  |
| 1950-51 | Fédérale    | -     | -          | -  | -   | - | - | - | -  | -  |
| 1951-52 | Fédérale    | -     | -          | -  | -   | - | - | - | -  | -  |
| 1952-53 | Fédérale    | -     | -          | -  | -   | - | - | - | -  | -  |
| 1953-54 | Fédérale    | -     | -          | -  | -   | - | - | - | -  | -  |
| 1954-55 | Nationale   | -     | -          | -  | -   | - | - | - | -  | -  |
| 1955-56 | Nationale   | -     | -          | -  | -   | - | - | - | -  | -  |
| 1956-57 | Nationale   | -     | -          | -  | -   | - | - | - | -  | -  |
| 1957-58 | Nationale   | -     | -          | -  | -   | - | - | - | -  | -  |
| 1958-59 | Nationale   | -     | -          | -  | -   | - | - | - | -  | -  |

## 1959 - 1969
| Saison  | Championnat | Phase | Classement | MJ | Pts | V | N | D | PM | PE |
| ------- | ----------- | ----- | ---------- | -- | --- | - | - | - | -- | -- |
| 1959-60 | Nationale   | -     | -          | -  | -   | - | - | - | -  | -  |
| 1960-61 | Nationale   | -     | -          | -  | -   | - | - | - | -  | -  |
| 1961-62 | Nationale   | -     | -          | -  | -   | - | - | - | -  | -  |
| 1962-63 | Nationale   | -     | -          | -  | -   | - | - | - | -  | -  |
| 1963-64 | Nationale   | -     | -          | -  | -   | - | - | - | -  | -  |
| 1964-65 | Nationale   | -     | -          | -  | -   | - | - | - | -  | -  |
| 1965-66 | Nationale   | -     | -          | -  | -   | - | - | - | -  | -  |
| 1966-67 | Nationale   | -     | -          | -  | -   | - | - | - | -  | -  |
| 1967-68 | Nationale   | -     | -          | -  | -   | - | - | - | -  | -  |
| 1968-69 | Nationale   | -     | -          | -  | -   | - | - | - | -  | -  |

## 1969 - 1979
| Saison  | Championnat | Phase | Classement | MJ | Pts | V | N | D | PM | PE |
| ------- | ----------- | ----- | ---------- | -- | --- | - | - | - | -- | -- |
| 1969-70 | Nationale   | -     | -          | -  | -   | - | - | - | -  | -  |
| 1970-71 | Nationale   | -     | -          | -  | -   | - | - | - | -  | -  |
| 1971-72 | Nationale   | -     | -          | -  | -   | - | - | - | -  | -  |
| 1972-73 | Nationale   | -     | -          | -  | -   | - | - | - | -  | -  |
| 1973-74 | Groupe A    | -     | -          | -  | -   | - | - | - | -  | -  |
| 1974-75 | Groupe A    | -     | -          | -  | -   | - | - | - | -  | -  |
| 1975-76 | Groupe A    | -     | -          | -  | -   | - | - | - | -  | -  |
| 1976-77 | Groupe A    | -     | -          | -  | -   | - | - | - | -  | -  |
| 1977-78 | Groupe A    | -     | -          | -  | -   | - | - | - | -  | -  |
| 1978-79 | Groupe A    | -     | -          | -  | -   | - | - | - | -  | -  |

## 1979 - 1989
| Saison  | Championnat | Phase | Classement | MJ | Pts | V | N | D | PM | PE |
| ------- | ----------- | ----- | ---------- | -- | --- | - | - | - | -- | -- |
| 1979-80 | Groupe A    | -     | -          | -  | -   | - | - | - | -  | -  |
| 1980-81 | Groupe A    | -     | -          | -  | -   | - | - | - | -  | -  |
| 1981-82 | Groupe A    | -     | -          | -  | -   | - | - | - | -  | -  |
| 1982-83 | Groupe A    | -     | -          | -  | -   | - | - | - | -  | -  |
| 1983-84 | Groupe A    | -     | -          | -  | -   | - | - | - | -  | -  |
| 1984-85 | Groupe A    | -     | -          | -  | -   | - | - | - | -  | -  |
| 1985-86 | Groupe A    | -     | -          | -  | -   | - | - | - | -  | -  |
| 1986-87 | Groupe A    | -     | -          | -  | -   | - | - | - | -  | -  |
| 1987-88 | Groupe A    | -     | -          | -  | -   | - | - | - | -  | -  |
| 1988-89 | Groupe A    | -     | -          | -  | -   | - | - | - | -  | -  |

## 1989 - 1999
| Saison  | Championnat              | Phase                                           | Classement                                             | MJ     | Pts     | V      | N     | D     | PM         | PE        |
| ------- | ------------------------ | ----------------------------------------------- | ------------------------------------------------------ | ------ | ------- | ------ | ----- | ----- | ---------- | --------- |
| 1989-90 | Groupe A                 | Poule de brassage Phase de poule                | 2e de poule 7e de la poule D                           | 8 14   | 20 23   | 6 4    | 0 1   | 2 9   | 179 219    | 117 277   |
| 1989-90 | Challenge Yves-du-Manoir | Phase de poule Barrage                          | ? Éliminé                                              | ? 1    | ? -     | ? 0    | ? 0   | ? 1   | ? 9        | ? 16      |
| 1990-91 | Groupe A                 | Poule de brassage Phase de poule Phases finales | 2e de poule 4e de la poule C Huitième de finaliste     | 6 14 2 | 13 32 - | 3 8 1  | 1 2 0 | 2 4 1 | 115 278 18 | 99 172 36 |
| 1990-91 | Challenge Yves-du-Manoir | Phase de poule                                  | ?                                                      | ?      | ?       | ?      | ?     | ?     | ?          | ?         |
| 1991-92 | Groupe A                 | Phase de poule Phases finales                   | 2e de la poule A Huitième de finaliste                 | 18 2   | 44 -    | 13 1   | 0     | 5 1   | 328 46     | 233 22    |
| 1991-92 | Challenge Yves-du-Manoir | Phase de poule                                  | ?                                                      | ?      | ?       | ?      | ?     | ?     | ?          | ?         |
| 1992-93 | Groupe A                 | Phase de poule Top 16 Phases finales            | 1er de la poule D 1er de la poule A Quart de finaliste | 14 6 1 | 34 16 - | 10 5 0 | 0     | 4 1   | 331 178 9  | 180 80 10 |
| 1992-93 | Challenge Yves-du-Manoir | Phase de poule                                  | ?                                                      | ?      | ?       | ?      | ?     | ?     | ?          | ?         |
| 1993-94 | Groupe A                 | Phase de poule Top 16                           | 1er de la poule D 3e de la poule D                     | 14 6   | 33 12   | 9 3    | 1 0   | 4 3   | 349 102    | 213 99    |
| 1993-94 | Challenge Yves-du-Manoir | Phase de poule Phases finales                   | 2e de la poule B Vainqueur                             | 6 5    | 14 -    | 4 5    | 0     | 2 0   | 117 111    | 75 44     |
| 1994-95 | Groupe A                 | Phase de poule Top 16 Phases finales            | 1er de la poule A 1er de la poule A Quart de finaliste | 14 6 1 | 35 16 - | 10 5 0 | 1 0 1 | 3 1 0 | 343 153 15 | 201 93 15 |
| 1994-95 | Challenge Yves-du-Manoir | Phase de poule                                  | ?                                                      | ?      | ?       | ?      | ?     | ?     | ?          | ?         |
| 1995-96 | Groupe A1                | Phase de poule Barrage Phases finales           | 6e de la poule 1 Vainqueur Huitième de finaliste       | 18 1   | 36 -    | 8 1 0  | 3 0   | 7 0 1 | 388 31 15  | 342 18 16 |
| 1995-96 | Challenge Yves-du-Manoir | Phase de poule Phases finales                   | ? Quart de finaliste                                   | ? 1    | ? -     | ? 0    | ? 0   | ? 1   | ?          | ?         |
| 1996-97 | Groupe A1                | Phase de poule Phases finales                   | 3e de la poule 2 Huitième de finaliste                 | 18 1   | 41 -    | 11 0   | 1 0   | 6 1   | 406 26     | 343 29    |
| 1996-97 | Challenge Yves-du-Manoir | Phases finales                                  | Huitième de finaliste                                  | 2      | -       | 1      | 0     | 1     | 57         | 59        |
| 1997-98 | Groupe A1                | Phase de poule Phases finales                   | 2e de la poule B Finaliste                             | 18 2   | 43 -    | 12 2   | 1 0   | 4 2   | 487 83     | 323 79    |
| 1997-98 | Challenge Yves-du-Manoir | Phase préliminaire                              | 4e tour                                                | 3      | -       | 2      | 0     | 1     | 84         | 81        |
| 1997-98 | Challenge européen       | Phase de poule                                  | 3e de la poule 7                                       | 6      | 4       | 2      | 0     | 4     | 98         | 138       |
| 1998-99 | Élite 1                  | Phase éliminatoire Play-off                     | 1er du groupe B 3e de la poule 3                       | 14 6   | 34 12   | 10 3   | 0     | 4 3   | 417 150    | 300 116   |
| 1998-99 | Challenge Yves-du-Manoir | Phases finales                                  | Quart de finaliste                                     | 1      | -       | 0      | 0     | 1     | 25         | 34        |
| 1998-99 | Coupe d'Europe           | Phase de poule Phases finales                   | 1er de la poule B Demi-finaliste                       | 6 2    | 10 -    | 5 1    | 0     | 1     | 238 40     | 108 27    |

## 1999 - 2009
| Saison    | Championnat              | Phase                                       | Classement                                   | MJ     | Pts     | V     | N   | D    | PM         | PE        | B    |
| --------- | ------------------------ | ------------------------------------------- | -------------------------------------------- | ------ | ------- | ----- | --- | ---- | ---------- | --------- | ---- |
| 1999-2000 | Élite 1                  | Phase de groupe Phases finales              | 5e de la poule A Quart de finaliste          | 22 2   | 46 -    | 12 1  | 0   | 10 1 | 551 48     | 513 57    |      |
| 1999-2000 | Challenge Yves-du-Manoir | Phase de poule Phases finales               | e du groupe ? Quart de finaliste             | ? 1    | ? -     | ? 1   | ? 0 | ? 1  | ? 70       | ? 53      |      |
| 1999-2000 | Challenge européen       | Phase de poule Phases finales               | 2e de la poule 3 Quart de finaliste          | 6 1    | 10 -    | 5 0   | 0   | 1    | 200 33     | 104 43    |      |
| 2000-01   | Élite 1                  | Phase de groupe Phases finales              | 3e de la poule A Quart de finaliste          | 30 1   | 40 -    | 11 0  | 0   | 7 1  | 492 15     | 452 20    |      |
| 2000-01   | Coupe de la Ligue        | Phase de poule Phases finales               | e du groupe 4 Demi finaliste                 | 4 1    | 12 -    | 4 1   | 0   | 0 1  | 263 94     | 69 57     |      |
| 2000-01   | Challenge européen       | Phase de poule Phases finales               | 1er de la poule 3 Quart de finaliste         | 6 1    | 8 -     | 4 0   | 0   | 2 1  | 187 24     | 105 34    |      |
| 2001-02   | Top 16                   | Phase de groupe Play-off                    | 1er du groupe 2 3e de la poule B             | 14 6   | 36 10   | 11 2  | 0   | 3 4  | 413 127    | 313 154   |      |
| 2001-02   | Coupe de la Ligue        | Phases finales                              | Quart de finaliste                           | 4      | -       | 3     | 0   | 1    | 195        | 113       |      |
| 2001-02   | H-Cup                    | Phase de poule                              | 3e de la poule 1                             | 6      | 6       | 3     | 0   | 3    | 182        | 136       |      |
| 2002-03   | Top 16                   | Phase de classement Play-off                | 3e de la poule 2 3e de la poule 1            | 14 6   | 30 10   | 8 2   | 0   | 6 4  | 326 119    | 208 136   |      |
| 2002-03   | Coupe de la Ligue        | Phases finales                              | Quart de finaliste                           | 3      | -       | 2     | 0   | 1    | 88         | 77        |      |
| 2002-03   | H-Cup                    | Phase de poule Phases finales               | 1er de la poule 2 Finaliste                  | 6 3    | 8 -     | 4 2   | 0   | 2 1  | 176 64     | 156 55    |      |
| 2003-04   | Top 16                   | Phase de classement Play-off Phases finales | 2e de la poule B 1er de la poule A Finaliste | 14 6 2 | 32 16 - | 9 5 1 | 0   | 5 1  | 357 170 38 | 284 74 54 |      |
| 2003-04   | Challenge Sud-Radio      | Phase de poule Phases finales               | 2e de la poule 1 Quart de finaliste          | 6 1    | 14 -    | 4 0   | 0   | 2 1  | 181 19     | 142 22    |      |
| 2003-04   | H-Cup                    | Phase de poule                              | 3e de la poule 6                             | 6      | 15      | 3     | 0   | 3    | 119        | 115       | 3    |
| 2004-05   | Top 16                   | Saison régulière                            | 5e                                           | 30     | 86      | 18    | 1   | 11   | 688        | 583       | 12   |
| 2004-05   | H-Cup                    | Phase de poule                              | 2e de la poule 5                             | 6      | 15      | 3     | 0   | 3    | 133        | 107       | 3    |
| 2005-06   | Top 14                   | Saison régulière Phases finales             | 4e Demi-finaliste                            | 26 1   | 84 -    | 18 0  | 0   | 8 1  | 671 6      | 398 9     | 12 - |
| 2005-06   | H-Cup                    | Phase de poule Phases finales               | 1er de la poule 2 Quart de finaliste         | 6 1    | 23 -    | 5 0   | 0   | 1    | 160 10     | 52 19     | 3 -  |
| 2006-07   | Top 14                   | Saison régulière                            | 5e                                           | 26     | 75      | 16    | 1   | 9    | 493        | 398       | 9    |
| 2006-07   | H-Cup                    | Phase de poule                              | 2e de la poule 1                             | 6      | 18      | 4     | 0   | 2    | 161        | 108       | 2    |
| 2007-08   | Top 14                   | Saison régulière Phases finales             | 4e Demi-finaliste                            | 26 1   | 79 -    | 17 0  | 2 0 | 7 1  | 531 7      | 382 21    | 7 -  |
| 2007-08   | H-Cup                    | Phase de poule Phases finales               | 2e de la poule 1 Quart de finaliste          | 6 1    | 22 -    | 5 0   | 0   | 1    | 171 9      | 79 20     | 2 -  |
| 2008-09   | Top 14                   | Saison régulière Phases finales             | 1er Champion                                 | 26 2   | 92 -    | 20 2  | 1 0 | 5 0  | 615 47     | 374 34    | 10 - |
| 2008-09   | H-Cup                    | Phase de poule                              | 3e de la poule 3                             | 6      | 18      | 4     | 0   | 2    | 154        | 120       | 2    |

## 2009 - 2019
| Saison  | Championnat         | Phase                           | Classement                       | MJ   | Pts  | V    | N   | D    | PM     | PE     | B    |
| ------- | ------------------- | ------------------------------- | -------------------------------- | ---- | ---- | ---- | --- | ---- | ------ | ------ | ---- |
| 2009-10 | Top 14              | Saison régulière Phases finales | 1er Finaliste                    | 26 2 | 80 - | 17 1 | 0   | 9 1  | 582 27 | 412 32 | 12 - |
| 2009-10 | H-Cup               | Phase de poule                  | 3e de la poule 1                 | 6    | 11   | 2    | 0   | 4    | 108    | 123    | 3    |
| 2010-11 | Top 14              | Saison régulière                | 9e                               | 26   | 63   | 13   | 3   | 10   | 538    | 543    | 5    |
| 2010-11 | H-Cup               | Phase de poule Phases finales   | 1er de la poule 5 Demi-finaliste | 6 2  | 22 - | 4 1  | 1 0 | 1    | 196 36 | 112 48 | 4 -  |
| 2011-12 | Top 14              | Saison régulière                | 11e                              | 26   | 49   | 9    | 2   | 15   | 515    | 578    | 9    |
| 2011-12 | Amlin Challenge Cup | Phase de poule                  | 2e de la poule 4                 | 6    | 18   | 4    | 0   | 2    | 153    | 112    | 2    |
| 2012-13 | Top 14              | Saison régulière                | 7e                               | 26   | 61   | 13   | 0   | 13   | 593    | 607    | ?    |
| 2012-13 | Challenge européen  | Phase de poule Phases finales   | 1re de la poule 1 Demi-finaliste | 6 2  | 25 - | 5 1  | 0   | 1    | 293 52 | 89 44  | 5 -  |
| 2013-14 | Top 14              | Saison régulière                | 13e                              | 26   | 51   | 10   | 1   | 15   | 486    | 593    | 9    |
| 2013-14 | Coupe d'Europe      | Phase de poule                  | 4e de la poule 6                 | 6    | 7    | 1    | 0   | 7    | 112    | 158    | 3    |
| 2014-15 | Pro D2              | Saison régulière Phases finales | 3e Demi-finaliste                | 30 1 | 82 - | 17 0 | 1   | 12 0 | 744 32 | 615 32 | 12 - |
| 2015-16 | Pro D2              | Saison régulière                | 7e                               | 30   | 73   | 15   | 1   | 14   | 676    | 615    | 11   |
| 2016-17 | Pro D2              | Saison régulière                | 6e                               | 30   | 79   | 16   | 1   | 13   | 744    | 589    | 13   |
| 2017-18 | Pro D2              | Saison régulière Phases finales | 1er Champion                     | 30 2 | 97 - | 20 2 | 1 0 | 9 0  | 919 66 | 571 21 | 15 - |
| 2018-19 | Top 14              | Saison régulière                | 14e                              | 26   | 12   | 2    | 0   | 24   | 433    | 821    | ?    |
| 2018-19 | Challenge européen  | Phase de poule                  | 3e de la poule 3                 | 6    | 12   | 0    | 1   | 5    | 137    | 171    | ?    |

## Depuis 2019
| Saison    | Championnat        | Phase                           | Classement                             | MJ   | Pts   | V    | N   | D   | PM     | PE     | B |
| --------- | ------------------ | ------------------------------- | -------------------------------------- | ---- | ----- | ---- | --- | --- | ------ | ------ | - |
| 2019-20   | Pro D2             | Saison régulière                | 2e (au moment de l’arrêt)              | 23   | 76    | 16   | 0   | 7   | 671    | 426    | ? |
| 2020-21   | Pro D2             | Saison régulière Phases finales | 1er Champion                           | 30 2 | 107 - | 24 2 | 1 0 | 5 0 | 821 60 | 504 29 | ? |
| 2021-22   | Top 14             | Saison régulière                | 13e                                    | 26   | 43    | 9    | 0   | 17  | 491    | 664    | ? |
| 2021-22   | Challenge européen | Phase de poule                  | 4e de la Poule B                       | 4    | 4     | 1    | 0   | 3   | 54     | 138    | ? |
| 2022-23   | Top 14             | Saison régulière                | 13e                                    | 26   | 43    | 10   | 0   | 16  | 503    | 726    | ? |
| 2022-23   | Challenge européen | Phase de poule                  | 9e de la Poule A                       | 4    | 1     | 0    | 0   | 4   | 68     | 118    | ? |
| 2023-2024 | Top 14             | Saison régulière                | 10e                                    | 26   | 58    | 13   | 0   | 13  | 634    | 701    | ? |
| 2023-2024 | Challenge européen | Phase de poule                  | 6e de la Poule B                       | 4    | 0     | 0    | 0   | 4   | 45     | 114    | ? |
| 2024-2025 | Top 14             | Saison régulière                | 13e                                    | 26   | 44    | 9    | 2   | 15  | 469    | 647    | 4 |
| 2024-2025 | Challenge européen | Saison régulière Phases finales | 3e de la Poule A Huitième de finaliste | 4 1  | 11 -  | 2 0  | 0 0 | 1 1 | 100 18 | 92 24  | ? |